# Толуен
Толуен, още наричан толуол, метилбензен или фенилметан, е ароматен въглеводород от реда на бензените с химична формула C6H5CH3. Представлява безцветна запалима течност със специфична миризма. Точката на топене на толуена е -95 °C, а точката на кипене е 110 °C.
Съдържа се в каменовъгления катран и в продукти, получени при термична обработка на нефт и нефтопродукти (пиролиза).
Толуенът намира приложения като разтворител и при производството на тротил, захарин, бои и лекарства. Използва се като суровина за производството на бензен, капролактам, фенол и други.

## Химични свойства на метилбензен (толуен)
(общи за алкилбензени, виж химични свойства на бензен)
Определят се от ароматното ядро, алкиловия остатък и взаимното им влияние. Това води до преразпределение на електронната плътност в ароматното ядро и по-лесното протичане на заместителните реакции. Получават се орто- и пара- заместени продукти.

### 1. Електрофилно заместване (електрофилни субституции) в ароматното ядро
При заместителните реакции става заместване на водороден атом от ароматното ядро с различни атоми и атомни групи. Те се наричат се електрофилни заместители и могат да бъдат катиони (NO2+), полярни молекули (SO3) или молекули (Cl2, Br2) които се поляризират под действие на катализатор.
Заместителните реакции при алкилбензените протичат по-лесно поради повишената електронна плътност на ароматното ядро под действие на алкилови остатъци на o- и p- местата. (виж електронни ефекти)
- Халогениране – протича по електрофилен механизъм.

Метиловият остатък е слаб о-, р-ориентант. Той активира слабо ароматното ядро в електрофилните субституции и ориентира заместителя на о- и р-място. Затова халогенирането при толуена протича по-лесно отколкото при бензена.

За катализатор се използват Люисови киселини – АlCl3, FeCl3, FeBr3, ZnCl2 и др.
Получават се равни количества от 2-бромо и 4-бромотолуен.

При излишък на бром (моларно отношение 1:3) се получава 2,4,6-дибромотолуен:
- Нитриране - извършва се с нитрирна смес – смес от концентрирана HNO3 и H2SO4 в отношение 1:2 при слабо нагряване.

Електрофилната частица -NO2 (нитрониев катион) се получава по уравнението:
HNO3 + 2H2SO4 -> H3О+ + 2HSO4-+ NO2+
1. В меки условия – при ниска температура води то получаване на смес главно от орто- (2-) и пара- (4-) изомери и незначително количество от мета- (3-) изомера.
2. В твърди условия – при по-висока температура и в излишък на нитрирана смес се получава 2,4,6-тринитротолуен, TNT(тротил).

- Сулфониране  – осъществява се с концентрирана H2SO4 при нагряване:

Сулфонирането на толуен протича по-лесно в стравнение с бензена. Получава се смес от о- и p- толуенсулфонови киселини, които са силни киселини.
Електрофилните субституции в ароматното ядро по-трудно протичат при бензена, отколкото при неговите хомолози, фенол, фениламин и по-лесно в сравнение с бензалдехид и бензоена киселина.

### 2. Присъединителни реакции
Протичат трудно поради стабилността на кръговата делокализирана π-връзка на ароматното ядро, която трудно се разкъсва.
- Хидриране (присъединяване на водород)

В присъствие на активни катализатори (напр. Ni), при висока t° и налягане, толуенът може да присъедини H2 :
- Халогениране на алкилов остатък

Протича по верижно радикалов механизъм – ВРМ (виж халогениране на алкени)

Заместването на водородни атоми в алкиловия остатък на алкилбензените може да се извърши при нагряване или облъчване на реакционната смес със светлина:
Тъй като реакцията протича по ВРМ освен главния продукт са налични и странични продукти получени в резултат на случайна среща на високоактивни частици (атоми и радикали).
Арените не присъединяват вода или други полярни съединения – разлика от алкени и алкини.

### 3. Окисление и горене
- Окисление

Алкилбензените лесно се окисляват. Окислението засяга алкиловия остатък. Колкото и дълга да е веригата му, тя се къса след C-атом, свързан с бензеновото ядро. От окислението на този атом се образува бензенова (бензоена) киселина, а от останалата верига – друга киселина.
Алкилбензените обезцветяват разтвор на KMnO4, което се използва за опитното им различаване от бензен.
- Окисление на кумен – протича по различен начин:

- Горене - Бензенът и арените горят с пушлив пламък. Получават се CO2 и вода:

C6H5CH3+ 9О2 -> 7CO2 + 4H2O